# Blata (motormerk)

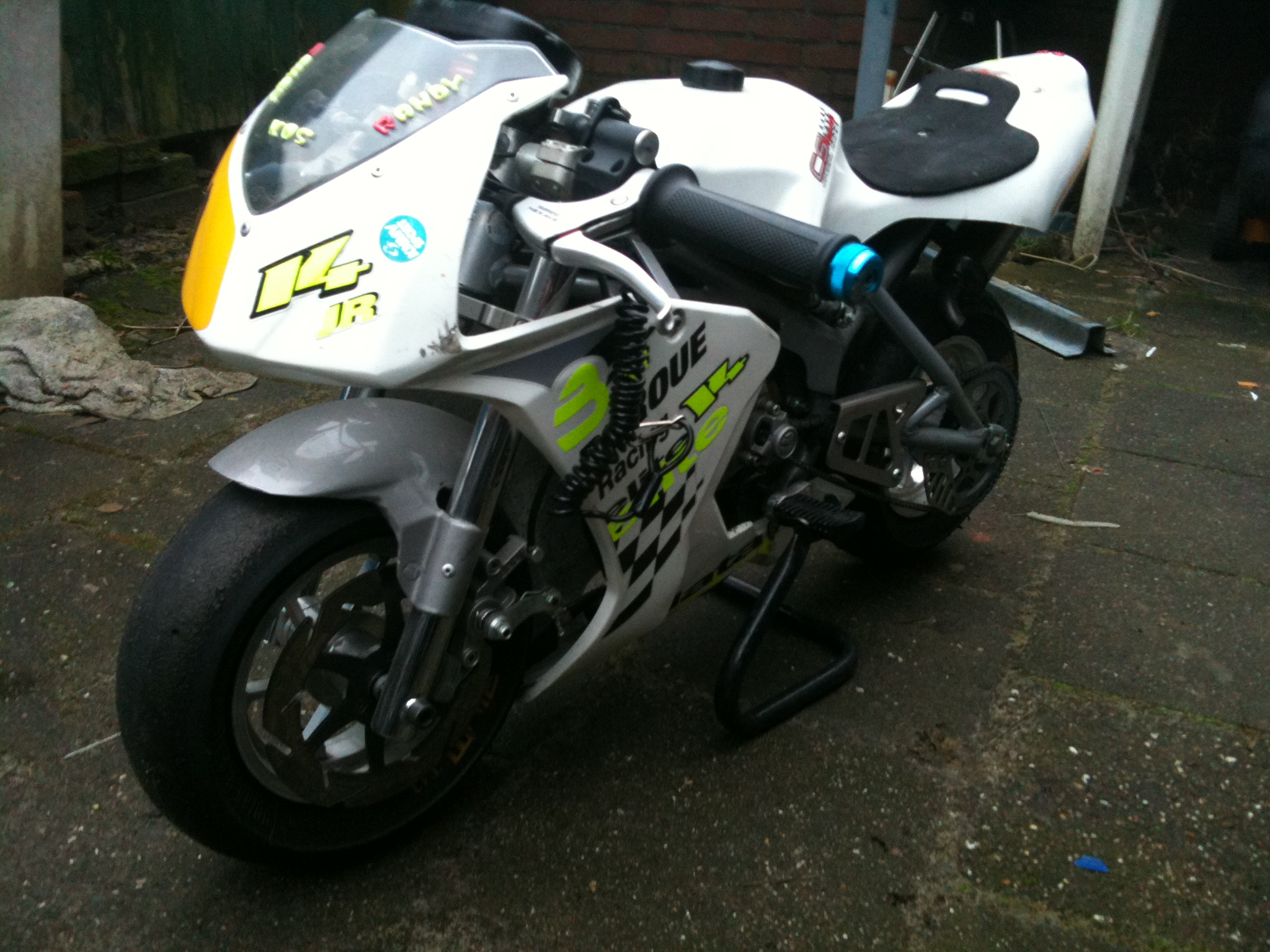
Blata

Blata is een merk van minibikes en scooters, dat ook motorblokken voor de MotoGP wegrace produceert.
Blata is een Tsjechisch bedrijf, opgericht in 1989 door Pavel Blata. Men produceert scooters en pocketbikes. Om meer naamsbekendheid te krijgen ontwikkelde Blata een V6-blok voor de MotoGp-klasse. Door samenwerking met WCM ontstond het raceteam Blata-WCM.